# Cosmocampus
Cosmocampus is een geslacht van straalvinnige vissen uit de familie van zeenaalden en zeepaardjes (Syngnathidae). Het geslacht is voor het eerst wetenschappelijk beschreven in 1979 door Dawson.

## Soorten
- Cosmocampus albirostris (Kaup, 1856)
- Cosmocampus arctus (Jenkins & Evermann, 1889)
  - Cosmocampus arctus arctus (Jenkins & Evermann, 1889)
  - Cosmocampus arctus coccineus (Herald, 1940)
- Cosmocampus balli (Fowler, 1925)
- Cosmocampus banneri (Herald & Randall, 1972)
- Cosmocampus brachycephalus (Poey, 1868)
- Cosmocampus darrosanus (Dawson & Randall, 1975)
- Cosmocampus elucens (Poey, 1868)
- Cosmocampus heraldi (Fritzsche, 1980)
- Cosmocampus hildebrandi (Herald, 1965)
- Cosmocampus howensis (Whitley, 1948)
- Cosmocampus investigatoris (Hora, 1926)
- Cosmocampus maxweberi (Whitley, 1933)
- Cosmocampus profundus (Herald, 1965)
- Cosmocampus retropinnis Dawson, 1982